# König Róza
König Róza (Komárom, 1825. március 9. – Budapest, 1904. május 10.) színházi kórus-énekesnő, fordító, előbb Egressy Béni, majd Csengery Antal felesége.

## Élete
Apja König Károly (1789?-1866) jómódú komáromi fűszerkereskedő volt, de Komárom ostromában minden vagyonát elvesztette. Később lánya családjához költözött. Testvére König Lajos lehetett.
1842-től Egressy Béni (1814-1851) felesége, de férjétől hamarosan különválva éltek. A zeneszerző korai halála után 1851. szeptember 24-től Csengery Antal (1822-1880) politikus, közgazdász, országgyűlési képviselő felesége lett. Első férjétől született lánya, Egressy Róza (1844-1851), apja halálát követően még gyerekkorában elhunyt. 1852-1862 között Csengerytől nyolc gyermeke született, de csak négy élte túl a gyermekkort: Lóránt (1856-1924), Olga (1858-1916; Heinrich Gusztávné), Leona (1860-1947; Vámossy Károly ügyvéd felesége) és Etelka (1862; Wlassics Gyuláné).
Előbb a Zöldkert utcában, majd 1864-től a Városliget határán laktak az ún. Csengery-villában. Ennek helyére 1909-1910-ben Messinger Alajos tervei alapján felépült a Magyarországi Építőmunkások Országos Szövetségének (MÉMOSZ) első székháza. Második házassága idején a kor jeles politikusaival és a kultúra képviselőivel tartották a személyes baráti kapcsolatot. Többek között Arany János, Bezerédj István, Deák Ferenc, Eötvös József, Gyulai Pál, Kemény Zsigmond, Lónyay Menyhért, Lukács Móric, Pompéry János, Szász Károly, Szilágyi Dezső és Vámbéry Ármin.
Sok francia és német színművet fordított a Nemzeti Színház számára, melyek az 1850-es és 1860-as években kerültek bemutatásra. Andersen meséit is fordította, melyekből mutatványokat közölt a Délibáb (1853–1854), a Divatcsarnok (1853) és A Magyar Nép Könyve (1854–1856). 1877-ben Barabás Miklós megfestette. Bartay Ede neki ajánlotta egyik zeneművét (Andante).
A Nőképző Egylet tagja volt.
A Kerepes úti köztemetőben nyugszik.
Unokájának Vámossy Olgának Vámbéry Rusztem, Wlassics Margitnak pedig Szentiványi József politikus volt a férje. Dédunokája Szent-Ivány József entomológus, ükunokája Barsiné Pataky Etelka mérnök, politikus, illetve dédunokájának Vámossy Klárának Benedek András író volt a férje, akitől származnak ükunokái: Benedek Katalin etnográfus és Benedek Gábor történész.